# Phyteuma hemisphaericum
Los cuernecillos azules (Phyteuma hemisphaericum) es una especie de la familia de las campanuláceas.

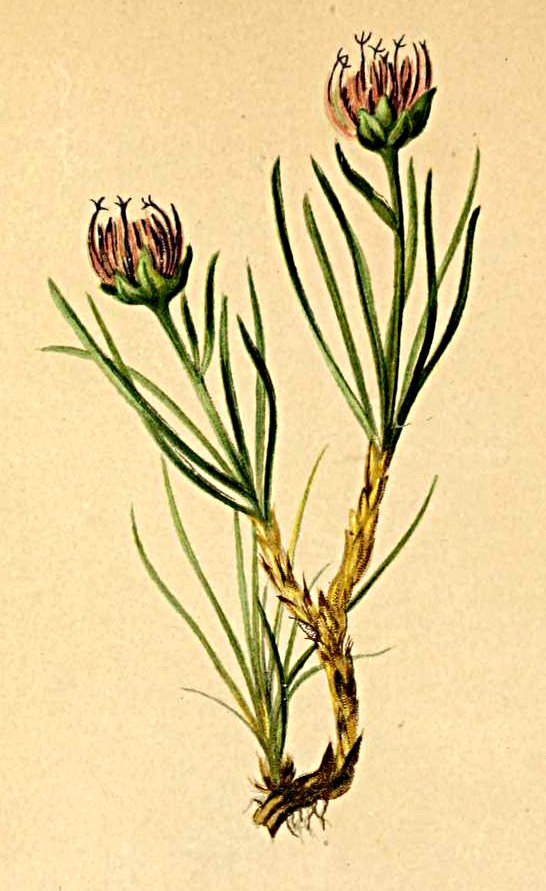
Ilustración

## Caracteres
Planta más o menos cespitosa, Tallos floríferos erectos, ascendentes, de hasta 15(-20) cm de longitud. Hojas espatuladas o lanceoladas, enteras o ligeramente aserradas, de 1-2 mm de anchura. Flores agrupadas en capítulo involucrado de 1-2 cm de diámetro; brácteas del involucro ovadas, enteras o casi; corola de color azul oscuro, dividida en 5 lóbulos que se sueldan en la parte superior formando estructuras parecidas a cuernecillos. Fruto en cápsula que se abre por poros. Florece desde finales de primavera y en verano.

## Hábitat
Frecuente en los prados de cumbres, en repisas y fisuras de rocas graníticas. Calcífuga.

## Distribución
Zonas montañosas de Europa, Alpes, Pirineos, Sistema Central.

## Taxonomía
Phyteuma hemisphaericum fue descrita por Carlos Linneo y publicado en Species Plantarum 170. 1753.
Sinonimia
- Phyteuma intermedium Hegetschw. [1825, Reisen Gebirgsstock. : 147]
- Phyteuma graminifolium Sieber [1822, Flora, 5 : 648]
- Rapunculus hemisphaericus (L.) Mill.[4]

## Nombre común
- Castellano: jarrones de Santa Ana.[5]